# バミューダの旗
バミューダの旗（バミューダのはた）は、1910年10月4日に制定された。イギリスの商船旗レッド・エンサインを基にしたもので、左上（カントン部）にはユニオンジャックがあり、右の赤地の中央にはバミューダの紋章が描かれている。1999年までは紋章部分は現行の旗よりも若干小さかった。
紋章は赤いライオン（英国を表す）が盾を持って前を向いており、盾には嵐の中の難破船が描かれている。これは1609年にイギリス南西部のプリマスを出てバージニア植民地のジェームズタウンへ向かったバージニア会社の旗艦シー・ヴェンチャー号を表す。同船は大西洋横断の途中、ハリケーンらしき大嵐に遭って破壊され、バミューダに漂着した。シー・ヴェンチャー号に乗っていた船員や移民には嵐による死者はなく、島の木材とシー・ヴェンチャー号の廃材で新たな船を建造しバージニアへと向かった。これが、バミューダへのイギリスの植民の始まりであった。
イギリスの海外領土の旗の多くは政府の旗であるブルー・エンサインをもとにしているが、バミューダの旗は商船旗であるレッド・エンサインをもとにしている点が珍しい。同様にレッド・エンサインをもとにした旗を制定した海外領土や植民地には、1965年にメイプルリーフ旗を制定する以前のカナダ、および1910年から1928年までの間の南アフリカ連邦がある。バミューダの総督は、他のイギリス海外領土の総督旗と同様、バミューダの紋章を中央に配したユニオンジャックを総督旗として使用する。

バミューダ総督旗
バミューダ政府旗
?縦横比2:3の別タイプ

## 歴史的な旗

?1875年から1910年まで用いていた旗
?1910年から1999年まで用いていた旗
?1910年から1999年まで用いていた政府旗